# Ye Mingchen

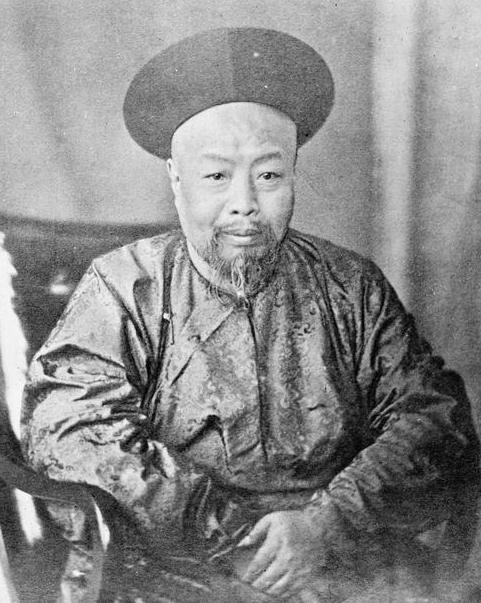
Photographie von Ye Mingchen

Ye Mingchen (* 21. Dezember 1807 im Hanyang; † 9. April 1859 in Kalkutta)  war ein hochrangiger chinesischer Beamter zur Zeit der Qing-Dynastie. Sein Vorgehen gegen Piraten und Opiumschmuggler wurde von Großbritannien und Frankreich zum Anlass genommen den Zweiten Opiumkrieg zu beginnen. Im Verlauf des Krieges wurde Ye nach der Eroberung von Kanton von den Briten festgenommen. Er starb in deren Gewahrsam in Britisch-Indien.

## Herkunft und Werdegang
Ye Mingchen stammte aus einer Familie die ursprünglich in Hankou ansässig war. Die ursprünglich im Handel tätige Familie stellte 1788 mit Ye Weiwen den ersten Gelehrten der höchsten Examenskategorie. Der Großvater von Ye Mingchen hatte als Stipendiat die Gelehrtentätigkeit der Familie begründet.
Ye selbst legte 1835 das Examen zum höchsten Beamtengrad ab. 1856 wurde er in den Rang eines Großen Sekretärs des Kaisers berufen.

## Zweiter Opiumkrieg
Als Provinzgouverneur von Guangxi und Guangdong war Ye für die Unterdrückung von Opiumschmuggel, Piraterie und auch Rebellion in Südchina zuständig. In seinem Zuständigkeitsbereich beschlagnahmten die chinesischen Behörden das Schiff Arrow, welches unter britischer Flagge fuhr und des Opiumschmuggels sowie der Piraterie verdächtigt wurde. Der britische Vertreter Harry Smith Parkes nahm dies zum Anlass um eine Flotte zur militärischen Intervention zu bitten. Die britische Regierung nahm dies zum Vorwand China den Krieg zu erklären. Ye wurde nach der Eroberung von Kanton von den Briten gefangen gesetzt. Er verstarb in Gefangenschaft in Britisch-Indien.